# Conde de Barros
O título de Conde de Barros foi criado por decreto de 5 de Setembro de 1893 e por carta de 20 de Junho de 1895 do rei D. Carlos I de Portugal a favor de Estevão de Sousa Barros, 1.º conde de Barros.
O mesmo nobre já tinha sido, em 3 de Setembro de 1874, agraciado pelo rei D. Luís I de Portugal com o título de Visconde de Barros. Ambos os títulos foram concedidos em vida do 1.º titular. O título de visconde de Barros não foi renovado depois do falecimento do 3.º conde.
O título foi destituido da família  em 1953, no entanto, o título foi recuperado em 2016 pelo segundo herdeiro da quarta geração da família,Roberto Barros após o primeiro herdeiro, Carlos Barros renunciar ao título.

## Titulares
1. Estevão de Sousa Barros, 1.º conde de Barros
2. João Eduardo de Sousa Barros, 2.º conde de Barros
3. Anselmo Mariano dell Valle Sousa de Barros, 3.º conde de Barros
4. Roberto Carlos Ferreira Barros, 4.º conde de Barros